# Fabio Obermeyr
Fabio Obermeyr (8 agosto 2000) è un combinatista nordico austriaco.

## Biografia
Fabio Obermeyr, attivo dal febbraio del 2015, ha vinto la medaglia d'oro nella gara a squadre ai Mondiali juniores di Oberwiesenthal 2020; ha esordito in Coppa del Mondo il 18 dicembre 2021 a Ramsau in un'individuale Gundersen dal trampolino normale (31º) e ai Campionati mondiali a Trondheim 2025, dove ha vinto la medaglia d'argento nella gara a squadre e si è classificato 12º nel trampolino lungo. Non ha preso parte a rassegne olimpiche.

## Palmarès

### Mondiali
- 1 medaglia:
  - 1 argento (gara a squadre a Trondheim 2025)

### Mondiali juniores
- 1 medaglia:
  - 1 oro (gara a squadre a Oberwiesenthal 2020)

### Coppa del Mondo
- Miglior piazzamento in classifica generale: 40º nel 2024